# 松原正之
松原 正之（まつばら まさゆき、1939年2月7日 - ）は、宮城県出身の元レスリング選手で現在は日本レスリング協会評議委員。1960年ローマオリンピックレスリング男子フリースタイルフライ級銀メダリスト。日本大学卒業。